# رباعيات الأطراف الجذعية

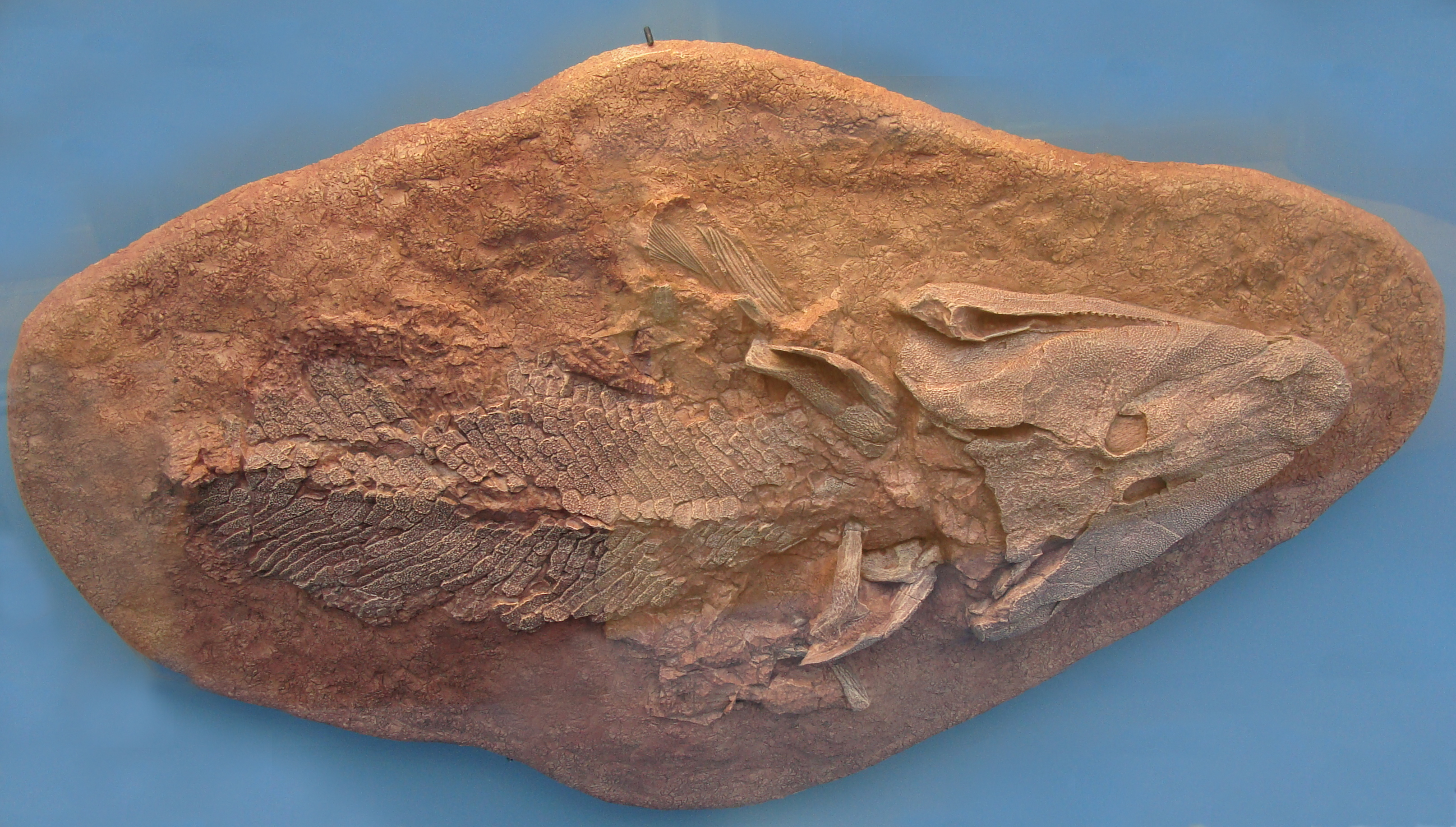
تيكتاليك, أشباه رباعيات الأطراف مع الرسغين ، يمتد على فجوة الأسماك - رباعيات الأطراف

رباعيات الأطراف الجذعية عبارة عن مجموعة محددة بشكل تصنيفي تفرعي، تتكون من جميع الحيوانات التي ترتبط ارتباطًا وثيقًا بالفقاريات ذات الأطراف الأربعة أكثر من أقرب أقربائها (الأسماك الرئوية) ولكن باستثناء مجموعة رباعيات الأطراف التاجية. وبالتالي فهي شبه عرقية على الرغم من أنها مقبولة في تسمية النشوء والتطور حيث يتم تعريف المجموعة بالإشارة الصارمة إلى تطور السلالات بدلاً من السمات كما هو الحال في النظاميات التقليدية. وبالتالي ، فإن بعض أنواع لحميات الزعانف تعتبر من رباعيات الأطراف الجذعية.

## محتوى المجموعة
رباعيات الأطراف الجذعية هي أعضاء في أشباه رباعيات الأطراف، المجموعة الكلية والفرع الذي يشمل أيضًا أحفادهم،  مجموعة رباعيات الأطراف التاجية:
تشتمل رباعيات الأطراف الجذعية على ثلاث صفوف تطورية متميزة أقرب على التوالي إلى مجموعة رباعيات الأطراف التاجية:
- حرشفيات العظم، وهي مجموعة من الأسماك ذات الزعانف الفصية التي تشمل فصائل أسماك كانويندرا و ثلاثيات الصفوف الزعنفية والأسماك الضخمة والمحرشفات العظمية
- السقفيات المأمولة Elpistostegalia، الأسماك ذات الزعانف الفصية الأكثر تقدمًا (ثلاثيات الصفوف الزعنفية) و «السقفيات المأمولة» (أجناس مثل سمكة باندر والتيكتاليك)
- السقفيات السمكية Ichthyostegalia، وهي من تيهيات الأسنان المائية البدائية بشكل أساسي مثل السقفة الشوكية والسقفة السمكية وقازب تولا وربما مائلات العيون.